# 簗田廣正
簗田廣正是日本戰國時代武將，織田氏家臣，後來改名為別喜右近和戶次廣正。父親是簗田政綱。

## 略歷
最初仕於織田信長的馬廻。擔任尾張九之坪城及沓掛城的城主。永祿3年（1560年）的桶狹間之戰中與父親簗田出羽守政綱一同負責偵察和訂定作戰計劃的任務。
元龜元年（1570年）進攻淺井氏時於小谷擔任殿軍，天正3年（1575年），與塙直政、羽柴秀吉、明智光秀等被朝廷敘任而被任命為右近太夫，以及獲賜九州名族之姓別喜（戶次）。天正4年（1576年）成為加賀國的旗頭，被賜予大聖寺城並負責討伐加賀一向一揆。但是因為兵力不足以及調略失當而令到討伐失敗，被召回尾張國。後來天正6年（1578年）跟隨織田信忠，負責鎮壓別所長治的反亂。
卒年時間，依照主流意見認為是在本能寺之變前病死，大約是天正7年6月6日。